# Silnice II/259
Silnice II/259 je silnice II. třídy v severní části České republiky, v okresech Česká Lípa, Mělník a Mladá Boleslav, patřících do Libereckého a Středočeského kraje. Začíná v Dubé a končí v Kosmonosech.

## Vedení silnice

### Okres Česká Lípa
- Silnice začíná v Dubé, kde odbočuje ze silnice I/9 vedené od Prahy na sever. V Dubé je pojmenována jako ulice Požárníků a Jana Roháče.
- Pokračuje na JV přes obce severní části Kokořínska Blatečky, Konrádov, kde opouští okres Česká Lípa a stáčí se na východ.

### Okres Mělník
- Přes další obce v oblasti spravované CHKO Kokořínsko - Ráj a Romanov se dostává do městečka Mšeno .
- Ve Mšeně je vedena ulicemi Romanovská a Karlova na náměstí Míru shodně se silnicí 273. Z náměstí pokračuje Boleslavskou ulicí pryč z města, východním směrem do sousedního okresu.

### Okres Mladá Boleslav
- V úseku mezi Mšenem a Kosmonosy se několikrát kříží s železniční tratí Mělník – Mladá Boleslav
- Prochází obcemi Vrátno, Kluky do Katusic
- V Katusicích je vedena jako ulice Mšenská a Mladoboleslavská společně se silnicí 272.
- Za Katusicemi vede přes obce Líny, Bukovno a Dalovice
- Končí v ulicích Kosmonos u Jizery, blízko města Mladá Boleslav.